# Hector Raemaekers
Hector Raemaekers (* 8. September 1883 in Diest; † 3. Dezember 1963) war ein belgischer Fußballspieler. 
Raemarkers spielte ab 1902 bis zum I. Weltkrieg beim Racing Club de Bruxelles als Verteidiger. Nach dem Krieg spielte er bis zum Juni 1920 wieder beim RCB. In der Saison 1902/1903 und der Saison 1907/08 konnte Raemaekers mit seiner Mannschaft die belgische Meisterschaft feiern. In der Saison 1911/12 gewann er den belgischen Pokal.
Er spielte von 1905 bis 1913 in zwölf Spielen für die belgische Fußballnationalmannschaft. Sein Debüt für die Belgische Fußballnationalmannschaft gab er am 30. April 1905 gegen die Niederländische Fußballnationalmannschaft.